# Bowkeria phospor
Bowkeria phospor är en fjärilsart som beskrevs av Henry Trimen 1864. Bowkeria phospor ingår i släktet Bowkeria och familjen juvelvingar. Inga underarter finns listade i Catalogue of Life.